# 菅真理子
菅真理子（日语：菅真理子，1953年11月28日—），日本第九十九任內閣總理大臣菅義偉之妻。

## 生平
菅真理子1953年生於靜岡縣清水市（現靜岡市清水區），父母雙方均經營食品批發公司，專門批發罐裝食品及飲用水，主要供應給超級市場。早年並沒有選擇入讀地方公立學校，而是入讀靜岡大學教育學部附属靜岡中學校。高中升讀靜岡縣立清水東高等學校，加入弓道部。高中畢業後，就讀靜岡女子大學（現靜岡縣立大學）。
畢業後到眾議院議員小此木彥三郎的家中工作，負責煮飯、洗濯、掃地等家務（另外真理子的妹妹也擔任小此木彥三郎的秘書）。期間，真理子認識了小此木彥三郎的另一名秘書、比她年長五歲的菅義偉，後來兩人成婚，並育有三名子女。1987年，當丈夫菅義偉當選横濱市會議員後，真理子便漸漸減少出席公開活動，以政治人物之妻的身份，默默地為丈夫給予支持，並一直鼓勵更信任他。真理子堅守家庭原則，甚少露面。
2020年9月16日，丈夫菅義偉成為第九十九代內閣總理大臣，真理子也隨即接替安倍昭惠，成為內閣總理大臣夫人。

## 評價
高中時代的菅真理子不論學業及體育均十分擅長，在校內十分注目，更是眾多男同學的傾慕對象，校內老師及同學都表示她令人難以忘懷。及後，成為首相夫人的菅真理子作風低調，務實親民形象令她得到民眾稱讚，而政界普遍亦對她評價正面。前横滨市會議員田野井一雄評論她為「一個厲害又帶有微笑的女子」；秋田縣湯澤市前議員由利昌司則表示她是辦公室眾女秘書中的堅強大姐姐；横濱市議員遊佐大輔除了認為她非常高貴優雅及溫柔外，亦欣賞她總會親切有禮地感謝丈夫的秘書為他工作。
另外，她與前任內閣總理大臣夫人安倍昭惠作風截然相反，安倍行事高調，就核電、跨太平洋夥伴關係協議等問題上公開跟丈夫安倍晉三唱反調，被稱為「家庭在野黨」，更在COVID-19疫情下與朋友同在公園賞櫻，為日本留下「第一夫人爭議」的矛頭；而菅真理子的低調作風，有望解決「第一夫人爭議」。